# Ochrostigma bifascia
Ochrostigma bifascia är en fjärilsart som beskrevs av Walker 1855. Ochrostigma bifascia ingår i släktet Ochrostigma och familjen tandspinnare. Inga underarter finns listade i Catalogue of Life.